# Komárov (Zlín)
Komárov é uma comuna checa localizada na região de Zlín, distrito de Zlín.